# 神戸マイスター
神戸マイスター（こうべマイスター）は、神戸市内の卓越した技術者や技能者を認定する制度。神戸市の既存産業、伝統産業に対する行政支援のインセンティブである。
優れたものづくりの技術・技能の継承を図ることを目的とし、神戸市内に限らず全国的に通用する高い技術や技能を持つ者を神戸市産業振興財団が運営する「神戸マイスター制度」により認定された者を指す。

## 概要
1993年（平成5年）より制度が開始。この間、製造、建設、サービスなど幅広い職種から選ばれている。認定者は神戸マイスター交流サロンをはじめとする多彩な場所での技能の披露をはじめ、神戸市内の中学校などでゲスト・ティーチャーとして指導に携わるなど、ものづくりと技術、技能のの重要性を社会に広く伝え、人材を育てるための後進の指導などの活動を行っている。13年後の2006年（平成18年）よりは、新たに卓越した農業技術の保持者を認定する「神戸アグリマイスター制度」が創設される。両方を合わせて、2018年現在、61職種132名が認定された。
認定には、「団体推薦」、「応募（自薦他薦可）」、「書類審査」、「職場訪問」、「神戸マイスター審査委員による審査」、「認定」のステップが必要となる。

## 審査基準
- 技術・技能が卓越している。
- 一級技能士等の公的な資格を所有していること。
- 指導育成の能力・熱意を有していること。
- すぐれた人格を持っていること。
- 神戸市内に在住または在勤していること。

## 処遇
- 認定証、報奨金、記念品の授与[4]。
- 銅版の掲示（神戸市産業振興センター1階ロビー）など[4]。

## 認定者の活動
神戸マイスターとしての優れた技能や技術を後進に伝授するために、研修会の講師として指導にあたる。学校教育の場で、児童や生徒に対し、ものづくりの重要性、技術の基礎知識の指導を行う。体験講座、神戸マイスターフェスティバルなどのイベントを通じ、技の披露を行う。

## 主な認定者
Wikipediaに単独記事が作成されている認定者を挙げる。
- 2000年 大田忠道（日本料理）
- 2006年 小久江次郎（西洋料理）
- 2008年 山口浩（西洋料理）